# Colombia (wielerploeg)/2015
Deze pagina geeft de Colombia-wielerploeg van 2015 weer.

## Algemene gegevens
Algemeen manager: Claudio Corti
Ploegleider: Valerio Tebaldi, Oscar Pellicioli, Oliverio Rincón, Marco Corti
Fietsmerk: Wilier Triestina
Kopman: Alex Cano

## Transfers
| Inkomend              | Team 2014                                       | Uitgaand            | Team 2015         |
| --------------------- | ----------------------------------------------- | ------------------- | ----------------- |
| Cayetano Sarmiento    | Cannondale Pro Cycling Team                     | Jarlinson Pantano   | IAM Cycling       |
| Walter Pedraza        | EPM-UNE-Área Metropolitana                      | Robinson Chalapud   | Orgullo Antiqueño |
| Camilo Castiblanco    | EPM-UNE-Área Metropolitana                      | Luis Largo          | Schorsing         |
| Brayan Ramírez        | Movistar Team                                   | Juan Esteban Arango | Onbekend          |
| Daniel Martínez       | Onbekend                                        | Jeffrey Romero      | Onbekend          |
| Carlos Ramírez        | Aguardiente Antioqueño-Lotería de Medellín-IDEA | Duber Quintero      | Onbekend          |
| Juan Sebastián Molano | Coldeportes-Claro                               |                     |                   |
| Alex Cano             | Aguardiente Antioqueño-Lotería de Medellín-IDEA |                     |                   |

## Renners
| Naam                  | Geboortedatum | Nationaliteit | Ploeg 2014                                      |
| --------------------- | ------------- | ------------- | ----------------------------------------------- |
| Edwin Ávila           | 21-11-1989    | Colombia      |                                                 |
| Alex Cano             | 13-03-1983    | Colombia      | Aguardiente Antioqueño-Lotería de Medellín-IDEA |
| Camilo Castiblanco    | 24-11-1988    | Colombia      | EPM-UNE-Área Metropolitana                      |
| Edward Díaz           | 19-08-1994    | Colombia      |                                                 |
| Fabio Duarte          | 11-06-1986    | Colombia      |                                                 |
| Leonardo Duque        | 10-04-1980    | Colombia      |                                                 |
| Daniel Martínez       | 25-04-1996    | Colombia      | Onbekend                                        |
| Juan Sebastián Molano | 04-11-1994    | Colombia      | Coldeportes-Claro                               |
| Darwin Pantoja        | 25-09-1990    | Colombia      |                                                 |
| Jonathan Paredes      | 04-04-1989    | Colombia      |                                                 |
| Walter Pedraza        | 27-11-1981    | Colombia      | EPM-UNE-Área Metropolitana                      |
| Carlos Quintero       | 05-03-1986    | Colombia      |                                                 |
| Brayan Ramírez        | 20-11-1992    | Colombia      | Movistar Team                                   |
| Carlos Ramírez        | 26-10-1994    | Colombia      | Aguardiente Antioqueño-Lotería de Medellín-IDEA |
| Miguel Ángel Rubiano  | 03-10-1984    | Colombia      |                                                 |
| Cayetano Sarmiento    | 28-03-1987    | Colombia      | Cannondale Pro Cycling Team                     |
| Rodolfo Torres        | 21-03-1987    | Colombia      |                                                 |
| Juan Pablo Valencia   | 02-05-1988    | Colombia      |                                                 |

## Overwinningen
Ronde van San Luis
Bergklassement: Rodolfo Torres
Tirreno-Adriatico
Bergklassement: Carlos Quintero
Ronde van Turkije
Bergklassement: Juan Pablo Valencia
Ronde van Trentino
Bergklassement: Rodolfo Torres
Ronde van Asturië
Bergklassement: Rodolfo Torres
Ronde van Luxemburg
Bergklassement: Fabio Duarte
Route du Sud
Bergklassement: Daniel Martínez
Ronde van Burgos
Bergklassement: Fabio Duarte
2012 · 2013 · 2014 · 2015